# Parrocchia di Pointe Coupee
La parrocchia di Pointe Coupee (in inglese Pointe Coupee Parish) è una parrocchia dello Stato della Louisiana, negli Stati Uniti. La popolazione al censimento del 2000 era di 22 763 abitanti. Il capoluogo è New Roads.
La parrocchia (in Louisiana le parrocchie costituiscono un livello amministrativo equivalente a quello delle contee degli altri stati degli USA) fu creata nel 1807.